# Mr. Bunnyhug Buys a Hat for His Bride
Mr. Bunnyhug Buys a Hat for His Bride (o Bunny Buys a Hat for His Bride) è un cortometraggio muto del 1914 diretto da George D. Baker:

## Produzione
Il film fu prodotto dalla Vitagraph Company of America.

## Distribuzione
Distribuito dalla General Film Company, il film - un cortometraggio in una bobina - uscì nelle sale cinematografiche statunitensi il 29 maggio 1914.